# N753 (België)
De N753 is een gewestweg in Tongeren met als straatnaam 'Nieuwe Steenweg'. Deze weg vormt de verbinding tussen de N730 (Bilzersteenweg) richting Bilzen, Genk en Bree, en de N20 (Hasseltsesteenweg) richting Hasselt.
De totale lengte van de N753 bedraagt ruim 1 kilometer.

## Plaatsen langs de N753
- Tongeren
- Riksingen

De aansluitingen op de N730 en de N20 liggen op het grondgebied van Tongeren, in het middenstuk gaat de weg even over het grondgebied van de deelgemeente Riksingen.